# Igor' Glek
Igor' Vladimirovič Glek (Mosca, 7 novembre 1961) è uno scacchista russo naturalizzato tedesco, grande maestro.
Gioca per la Federazione di scacchi belga . 
Ottenne un diploma in economia all'Università di Mosca nel 1983. Dopo aver lavorato per qualche anno nel settore finanziario e aver prestato il servizio militare nell'Armata Rossa, si dedicò completamente agli scacchi, ottenendo il titolo di grande maestro nel 1990.
Nel 1994 si è trasferito in Germania, stabilendosi ad Essen.
Ha vinto molti tornei, tra cui nel 1990 il World Open di Filadelfia e l'open di Vienna, nel 1995 l'open di Biel, nel 1998 l'open di Cappelle la Grande, l'open di Utrecht nel 1999 e nel 2022 il Festival scacchistico internazionale di Imperia . 
Glek è stato per molti anni redattore della rivista olandese New In Chess, contribuendo molti articoli teorici specialmente sulle aperture. Insieme a Jeroen Bosch ha scritto la serie di libri Secrets of Opening Surprises.
Il suo repertorio di apertura prevede quasi sempre 1.e4 col bianco e col nero la difesa francese, la difesa est-indiana e la difesa olandese.
Nel 2004 è stato tra i fondatori della Association of Chess Professionals (ACP). È membro del comitato della FIDE per gli scacchi giovanili e presidente della World League of Chess Tournaments (WLCT).
Raggiunse il massimo punteggio Elo nel luglio del 1996, con 2670 punti (12º al mondo).